# Esenler Erokspor
Esenler Erokspor Kulübü, kurz nur Esenler Erokspor oder Erokspor ist ein türkischer Fußballverein. Der Istanbuler Verein war zuerst im Stadtteil Eyüp ansässig und zog im Jahr 2017 nach Kasımpaşa um.

## Geschichte
Erokspor wurde 1959 gegründet und spielte jahrelang in den niederen Amateurligen Istanbuls. Der erste größere Erfolg gelang dem Klub mit dem Aufstieg aus der 1. Amatör Lig als erster Platz in die nächsthöhere Amateurliga İstanbul Süper Amatör Lig. Mit dem Abschluss des dritten Platzes in der Saison 2012/13 stieg man das erste Mal in der Vereinsgeschichte in die höchste Fußballliga des Amateurfußballs Bölgesel Amatör Lig (5. Liga) auf. Die erste Saison in der BAL endete mit einem elften Platz, dies bedeutete den Abstieg.
Die Rückkehr in die 5. Liga gelang nach dem erneuten Aufstieg als Tabellenerster aus der İstanbul Süper Amatör Lig in der Saison 2015/16. Den Aufschwung im Vorjahr konnte Erokspor in der Saison 2016/17 mitnehmen, denn auch diesmal belegte man mit zwei Punkten Abstand zum Nächstplatzierten den ersten Platz. Der erste Platz berechtigte zur Teilnahme an den Play-offs für die 4. Liga, wo man im ersten Spiel mit 1:3 gegen Turgutluspor verlor, jedoch das entscheidende Spiel mit 2:1 gegen Modafenspor gewinnen konnte und sich somit das erste Mal in der Vereinsgeschichte für die Teilnahme an einem professionellen Spielbetrieb qualifizierte.

## Ligazugehörigkeit
- 3. Lig: 2017–
- Bölgesel Amatör Lig: 2014–2015, 2016–2017
- Amatör Lig: 1959–2014, 2015–2016

## Bekannte Spieler
- Ahmet Güven